# Екюрі
Екюрі́ (фр. Écurie) — муніципалітет у Франції, у регіоні О-де-Франс, департамент Па-де-Кале. Населення — 378 осіб (01.01.2021).
Муніципалітет розташований на відстані близько 170 км на північ від Парижа, 40 км на південний захід від Лілля, 5 км на північ від Арраса.

## Демографія
Динаміка населення (base Cassini de l'EHESS pour les nombres retenus jusque 1962, base Insee à partir de 1968 (population sans doubles comptes puis population municipale à partir de 2006) ·  ):

## Економіка
2010 року серед 289 осіб працездатного віку (15—64 років) 229 були активними, 60 — неактивними (показник активності 79,2%, у 1999 році було 71,0%). З 229 активних мешканців працювало 216 осіб (112 чоловіків та 104 жінки), безробітними було 13 (10 чоловіків та 3 жінки). Серед 60 неактивних 29 осіб було учнями чи студентами, 17 — пенсіонерами, 14 були неактивними з інших причин.

У 2010 році в муніципалітеті числилось 152 оподатковані домогосподарства, у яких проживали 399,0 особи, медіана доходів виносила 24 050 євро на одного особоспоживача